# Heterosteidae
Heterosteidae (лат.) — семейство плакодерм из отряда артродир, живших в среднем девоне Шпицбергена, Европы, Гренландии и Китая (Юньнань). Размеры от средних до крупных. Максимальная длина тела 6 м (Heterosteus asmussi). Отличались сплющенными треугольными черепами очень широкими сзади, но сильно сужающимися спереди.

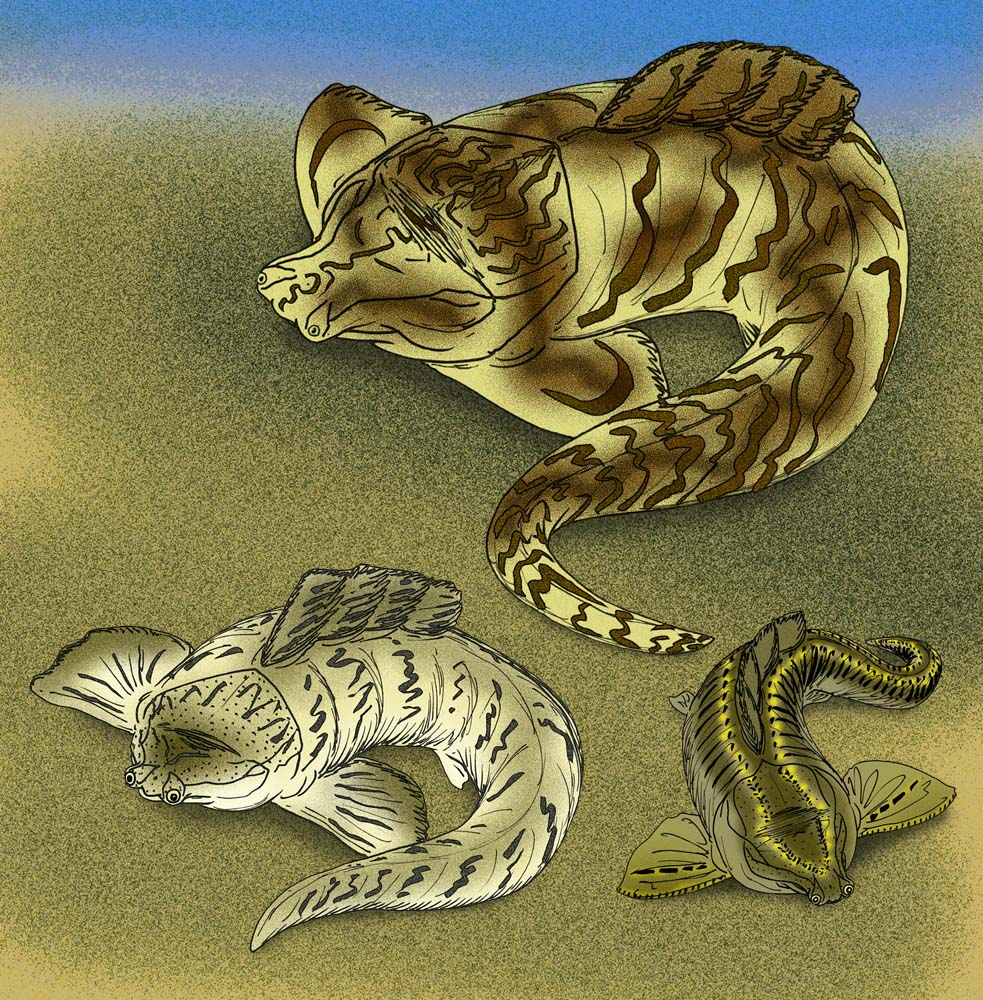
Представители семейства Heterosteidae

## Роды

### Herasmius
Этот род известен по пресноводным месторождениям эйфельского яруса на архипелаге Шпицберген, Норвегия.  По отношению к Heterosteus, Herasmius отличался более широким и коротким черепом.

### Heterosteus
Heterosteus asmussi был крупнейшим представителеи семейства и имел предполагаемую длину тела 6 метров.  Род отличался от Herasmius наличием орбит вокруг слегка удлинённых глаз. Был обнаружен в месторождениях живетского яруса в Европе и Гренландии. С исключением германского H. rhenanus, все виды известны из пресноводных пластов: H. rhenanus основан на фрагментах, найденных в солёных отложениях.

### Yinostius
Род известен по останкам эмсского яруса Юньнани. В общем он похож на европейских гетеростеид и отличается лишь меньшим размером, формой панциря и некоторыми пропорциями тела.